# 香港獨立論
香港獨立論，是一本2016年出版的政治理論書籍，作者為梁衍華大律師。

## 簡介
曾焯文表示《香港獨立論》從本土立場描寫香港歷史，探討了香港的文化、歷史觀是否跟華夏有差異，以及香港因沒有獨立主權所衍生的問題。田飛龍指此書與《香港民族論》表達了香港青年對建立「國民意識」的排斥。梁文道認為書中一些觀點有道理，但亦有一些觀點極具爭議性，例如作者表示中華民國已經放棄香港主權，所以香港人民有權利對前途進行公投。